# Alstroemeria pallida
Alstroemeria pallida là một loài thực vật có hoa trong họ Alstroemeriaceae. Loài này được Graham miêu tả khoa học đầu tiên năm 1829.